# Multiple Chemikalien-Sensitivität
Als Multiple Chemikalien-Sensitivität oder Vielfache Chemikalienunverträglichkeit (abgekürzt MCS von englisch Multiple Chemical Sensitivity), auch idiopathische Umweltintoleranz oder idiopathische Umwelt-Unverträglichkeit, wird eine chronische Multisystem-Erkrankung mit zum Teil starken Unverträglichkeiten von vielfältigen flüchtigen Chemikalien, wie etwa Duftstoffen, Zigarettenrauch, Lösemitteln oder Abgasen, bezeichnet. Die Konzentrationen dieser Stoffe liegen weit unterhalb der Schwellkonzentration, die bei gesunden Personen Reizungen oder toxische Wirkung ausweisen.
Für MCS existiert weder eine allgemein anerkannte Definition der zugrundeliegenden Symptome, noch hierfür mögliche Ursachen. MCS wird von zahlreichen medizinischen Fachverbänden wie der WHO oder der AMA nicht als eigenständiges Krankheitsbild anerkannt.
Streng kontrollierte Tests zeigten bei MCS-Patienten keinen Unterschied zwischen echtem und scheinbarem Kontakt (Placebo) mit der fraglichen Substanz.

## Bezeichnungen
Synonym oder im gleichen Zusammenhang werden Bezeichnungen wie Multiple Chemical Sensitivity-Syndrom (MCS-Syndrom), multiple Chemikaliensensitivität, multiple Chemikalienunverträglichkeit, multiple Chemikalienüberempfindlichkeit, vielfache Chemikaliensensitivität, chemische Mehrfachempfindlichkeit, Idiopathic Environmental Intolerances (IEI), idiopathische umweltbezogene Unverträglichkeiten, idiopathische Umwelt-Unverträglichkeit, idiopathische Chemikaliensensitivität, Umweltkrankheit, Ökosyndrom benutzt.

## Krankheitsbild
MCS-Betroffene haben meist eine Vielzahl unspezifischer Beschwerden wie Atemnot, Augenbrennen, diffuse Schmerzen, Haut- und Schleimhautprobleme, Konzentrationsstörungen, Kopfschmerzen, Magen-Darm-Beschwerden, chronische Müdigkeit, Muskelschwäche, Ödeme, Verlust an Merkfähigkeit, Schwindel, Angstgefühle oder Depressionen. Hinzu kommen häufig Geruchsempfindlichkeit, Geschmacksstörungen, Ohrgeräusche (Tinnitus), abnehmendes Leistungsvermögen sowie Erschöpfungsgefühl.:16/17 Die Beschwerden dauern über sechs Monate an.
In Studien zeigte sich bei MCS-Erkrankten eine höhere Infektanfälligkeit, Textil-Unverträglichkeiten sowie ein signifikant gesteigertes Belästigungsgefühl durch Emissionen von Baumaterialien, Wand- und Bodenbelägen, Anstrichen, Möbel, Dentalwerkstoffe, Bedarfsgegenstände samt Umweltchemikalien an als die Kontrollgruppe. Eine psychosoziale Ursache wurde seitens der Patienten negiert.:17
Unverträglichkeiten gegenüber flüchtigen und gasförmigen Arzneimitteln führen zu einer Einschränkung der medizinischen Behandlungsmöglichkeiten. So werden Narkosemittel und Anästhetika wie Thiopental, Lidocain oder Morphin schlecht bzw. gar nicht vertragen. Die Applikation dieser Stoffe kann daher zu Verengung der oberen Luftwege mit Atemnot, Störungen im Herz-Kreislauf-System, orthostatische Intoleranz, länger andauernde Panikattacken, Schüttelanfälle, Muskel- und Extremitätenschmerzen, Müdigkeit, Schwächegefühl, Erschöpfungsgefühl sowie Übelkeit mit Brechreiz führen. Um diese Symptome zu umgehen, wird mit verminderter Dosis operiert und die erhöhte Schmerzbelastung des Patienten zwangsweise in Kauf genommen.:18
MCS kann in vier Schweregrade eingeteilt werden, wobei zu beachten gilt, dass Symptome dennoch sehr unterschiedlich stark ausgeprägt vorliegen können. Beim höchsten Schweregrad treten Symptome wie schwere Erschöpfung, allgemeine Schwäche, Konzentrations- und Gedächtnisstörungen sowie Muskelschmerzen in den Vordergrund. Die Patienten sind in diesem Stadium arbeitsunfähig und im täglichen Lebensunterhalt stark eingeschränkt. Sind die Patienten, z. B. aus finanziellen Gründen nicht in der Lage, ihr Umfeld, insbesondere die Wohnung, entsprechend teils mehrfach zu sanieren, kann dies dazu führen, dass tägliche Dinge wie Einkaufen, Essenszubereitung und Körperhygiene nicht mehr selbstständig durchgeführt werden können. Dieses Endstadium entspricht Pflegestufe II bis III. in diesem Zusammenhang ist von einer erhöhten Suizidalität auszugehen.:19/20

## Prävalenz
Es wurden für mehrere Länder Prävalenzen für Überempfindlichkeiten gegenüber Chemikalien publiziert. In den meisten Studien wurde zwischen einer „Chemikalien-Intoleranz“ (CI) mit moderatem gesundheitlichen Einfluss und der schweren Ausprägung mit täglichen Symptomen und weitreichenden gesundheitlichen Auswirkungen (MCS) unterschieden. Die Angaben für die Prävalenz der MCS liegen zwischen 0,5 % und 3,9 %.
- 5 % (Deutschland)
- 0,9 % (Australien)
- 3,7 % (Schweden)
- 3,8 % (Japan)
- 3,9 % (USA)

Frauen sind wesentlich häufiger betroffen als Männer. Die Schätzungen des Frauenanteils an allen MCS-Patienten lagen 2021 bei 60 bis 88 %

## Ursachen

### Risikofaktoren
Einige Bereiche im Alltag bergen ein besonderes gesundheitliches Risiko::3/4
- chemisch ungebundene Weichmacher (hauptsächlich Phthalate) in Lebensmittelverpackungen, Spielwaren für Kinder oder medizinischen Utensilien wie Infusionsbesteck oder Katheter. Als Weichmacher in Verpackungsfolien lagern sich Phthalate leicht in Lebensmitteln mit hohem Fettgehalt ein.
- Begasung von Frachtcontainern bei Überseetransporten mit Pestiziden/halogenierten Kohlenwasserstoffen wie Dibromethan oder Dichlorethan
- Anwendung von Insektiziden/Pyrethroide im privaten Bereich aber auch in Flugzeugkabinen oder Bahnwaggons
- einfacher Zugang zu toxischen Pestiziden, Desinfektionsmitteln und Bioziden in Reinigungsmitteln in Super- und Drogeriemärkten
- Belastung von Lebensmitteln mit bis zu 16 verschiedenen Pestiziden, um die Grenzwerte einzuhalten. Dennoch kommt es oft zur Überschreitung dieser Grenzen.
- synthetische Duftstoffe in Seifen, Wasch-, Spül- und Reinigungsmitteln
- Computer samt elektronischen Geräten mit Flammschutzmitteln wie Diphenylether, Tetrabrombisphenol A oder Trialkylphosphate, die beim Betrieb ausgasen
- ausgasende Flammschutzmittel, Insektizide und Fungizide sowie Weichmacher und Kunststoff-Monomere in Bodenbelägen, Möbeln und Textilien. Beispielsweise sind Phthalate chemisch ungebunden, gasen daher in geringen Mengen ständig aus und können sich ähnlich wie PCB oder Dioxine anreichern bzw. an Wandoberflächen niederschlagen. Bei ansteigenden Temperaturen (z. B. Heizen im Winter) verdampfen sie wieder und führen zu einer kurzzeitig hohen Exposition.
- zunehmender Anteil an Aromastoffen, Emulgatoren, Farbstoffen, synthetischen Süßstoffen und Zucker in industriellen Lebensmitteln
- Ausbau an Müllverbrennungsanlagen sowie Verbrennung von Sondermüll in Müllheizkraftwerken, welche im Idealfall die Grenzwerte gerade noch einhalten. Geringe Abgabemengen von chlorierten Dioxinen und Biphenylen an die Umwelt sind zwar erlaubt, jedoch kommt es auf ein Jahr hochgerechnet auf Anreicherungen im Grammbereich. Die Stoffe lagern sich beim Menschen im Fettgewebe ein, die Akkumulation wird durch die chemische Stabilität begünstigt und sie haben zudem eine hohe Halbwertszeit.
- Herstellung und Verwendung persistenter organischer Schadstoffe sowie CMR-Stoffe
- Holzschutzmittel (Lindan) im Wohnraum

Es gibt eine Vielzahl von Studien zur MCS-Prävalenz in Kollektiven, die nach erhöhten Schadstoffexpositionen erkrankten. Die prozentualen Anteile von Personen mit nachfolgenden chemischen Intoleranzen bzw. MCS lagen in diesen Kollektiven zwischen 25 % und 60 %.
MCS tritt häufiger bei Personen mit zusätzlichen chronischen Erkrankungen auf. Hier wird eine erhöhte Anfälligkeit der Betroffenen vermutet:
- Asthma und hyperreagibles Bronchialsystem
- allergische Disposition
- andere Intoleranzen (Nahrungsmittel, Medikamente)
- posttraumatische Belastungsstörung
- ängstliche Disposition oder Angststörungen

Das MCS-Risiko ist überproportional erhöht, wenn mehrere der Risikofaktoren vorliegen (z. B. Lösemittel-Exposition, allergische Disposition und Stress).

### Placebowirkungen
Unter kontrollierten Bedingungen durchgeführte Provokationstests bei MCS-Patienten zeigten keinen Unterschied zwischen echtem und scheinbarem Kontakt (Placebo) mit der fraglichen Substanz.

## Entstehung
Bislang bleibt die Klärung möglicher Mechanismen, die an der Pathogenese der Multiplen Chemikalien-Sensitivität beteiligt sein könnten, völlig unklar. Die Hypothesen für mögliche Erklärungsansätze lassen sich in zwei große Gruppen einteilen: psychologische und biologische. Biologische Hypothesen schlugen mögliche Veränderung der Hirnfunktionen vor, für die es jedoch allenfalls vage Hinweise und in keinem Fall Ansätze von Nachweisen gab.
Das Robert Koch-Institut koordinierte im Auftrag des Umweltbundesamtes mehrere Studien zum MCS-Syndrom. Insgesamt konnten die drei durchgeführten Studien keine wissenschaftlich fundierten Mechanismen zur Entstehung von MCS identifizieren.

## Diagnostik

### Allgemeines
Die umweltmedizinische Diagnostik besteht aus folgenden drei Abschnitten:

#### 1. Umweltmedizinische Sozialanamnese
Hierbei wird das gesamte Umfeld des Patienten in Bezug auf Schadstoff-Exposition näher betrachtet. Dazu gehört das Wohn-, Arbeits bzw. Ausbildungsumfeld, Zahnwerkstoffe im Dentalbereich (auch Implantate und Wurzelfüllmaterialien), Genussmittelkonsum (Rauchen, Alkohol), Ernährungsgewohnheiten, Freizeitverhalten bzw. Sport/körperliche Betätigung und sonstige Faktoren wie soziale Verhältnisse, Einkommen, Familie oder mögliche Stressfaktoren.:252

#### 2. Ausschlussdiagnostik
Symptome, welche eine andere als umweltbedingte Ursache haben, müssen von entsprechenden Fachärzten (z. B. Internisten, Neurologen, Psychiater, Kardiologen, HNO-Ärzte, Urologen etc.) untersucht werden. Erst wenn Umweltfaktoren als Ursache nicht ausgeschlossen werden können, erfolgt die umweltmedizinische Labordiagnostik; zur Beurteilung des gesamten Krankheitsbildes sind die Ergebnisse anderer medizinischer Fachrichtungen dennoch wichtig und erforderlich.:252/253

#### 3. Umweltmedizinisches Monitoring und Labordiagnostik
Dieser Punkt wird in mehrere Teilbereiche untergliedert::253–256
- äußere Belastung: Analytik/Umweltmonitoring; qualitativer und quantitativer Nachweis von Schadstoffen im Umfeld des Patienten
- innere Belastung: Analytik/Biomonitoring: Nachweis von Fremd- und Schadstoffen samt deren Metaboliten in Körperproben des Patienten (Blut, Serum, Speichel, Urin, Haare, Fettgewebe etc.) 
 Leider liefert das Biomonitoring häufig keine aussagekräftige Ergebnisse. Dafür gibt es mehrere Gründe:
  - Metabolite sind oft nur wenige Tage nach Exposition nachweisbar. Daher wird versucht, chemisch veränderte Proteine nachzuweisen, was auch noch Monate nach einer Exposition möglich ist. Eine länger zurückliegende Exposition kann nicht mehr erfasst werden.
  - Fettlösliche Stoffe können sich im Fettgewebe und/oder Gehirn zu hohen Konzentrationen anreichern, ohne im Blut oder Urin nachweisbar zu sein
  - Für viele Schadstoffe (z. B. etwa 50 % der Pestizide, die in der Landwirtschaft genutzt werden) gibt es noch keine Analyseverfahren. Aufgrund des fehlenden Nachweises kann hierbei statt MCS fälschlicherweise eine psychische Erkrankung diagnostiziert werden.
  - Auch ohne Überschreitung toxikologischer Grenz- und Richtwerte kann eine chronische Exposition der Schadstoffe zu nachhaltigen Störungen funktioneller Regelkreise führen.

Aus diesen Gründen sollte - sofern begründeter Verdacht auf eine chronische Langzeiteinwirkung von Chemikalien besteht - dem Effektmonitoring Vorrang gewährt werden.
- biologisches Effektmonitoring: Nachweis von Auswirkungen bzw. den Effekten von Schadstoffen auf den Patienten
Dazu gehören physiologische, immunologische, neurologische, endokrine oder metabolische Veränderungen wie z. B. Antikörper, Veränderung des Hormonhaushaltes, sensibilisierte Lymphozyten, Änderung im peripheren und zentralen Nervensystem, systemisch entzündliche Reaktionen samt deren Marker (Zytokine), immunologische Sensibilisierung Typ I und Typ IV
- Suszeptibilitäts-Monitoring: Mittels biochemischer Labordiagnostik kann die individuelle Empfindlichkeit gegenüber Umweltfaktoren ermittelt werden. Dazu zählen unter anderem genetische Polymorphismen für Enzyme der Phase I und II des Entgiftungssystems (Cytochrom-P450-Monooxygenasen, Glutathiontransferasen, N-Acetyl-Transferasen, Catechol-O-Methyltransferasen, UDP-Glucuronosyltransferasen und Superoxiddismutase[10]).
Der Nachweis von Störungen der Blut-Hirn-Schranke ist ebenfalls hier einzuordnen.

### Immunologische Tests
Ein möglicher Zusammenhang zwischen Immunsystem und MCS ist unklar, und allgemein anerkannte immunologische Testsysteme existieren daher nicht.

## Therapie
Die wirksamste Behandlungsmethode ist die Verminderung des Kontakts mit der vermutlich schädlichen Substanz.:350

## Geschichte
Nachdem in den 1980er und 1990er Jahren polarisiert darüber diskutiert worden war, ob die MCS der Toxikologie oder der Psychosomatik zuzuordnen sei, setzte sich damals ein multifaktorielles Störungsmodell durch, welches Aspekte beider Felder in einem „bio-psycho-sozialen“ Modell berücksichtigt. Hier halfen insbesondere Studien weiter, in denen die Risikofaktoren der MCS in ihrer frühen Form untersucht wurden. Die voll ausgeprägte MCS zieht eine Vielzahl an Problemen nach sich, die eine Verzerrung von Studienergebnissen bewirkt.
Zur Abgrenzung von MCS gegenüber psychosomatischen Störungen galten bis 1993 die von Cullen 1987 festgelegten Kriterien:
1. Die Störung tritt im Zusammenhang mit einer dokumentierbaren Umweltexposition, Verletzung oder Krankheit auf,
2. die Symptome betreffen mehr als ein Organsystem,
3. Symptome treten als Reaktion auf vorhersagbare (Umwelt-)Reize auf und lassen wieder nach,
4. Symptome werden durch Exposition gegenüber Chemikalien unterschiedlicher Strukturklassen und toxikologischer Wirkmechanismen hervorgerufen,
5. Symptome werden durch nachweisbare Expositionen ausgelöst (wenn auch auf niedrigem Niveau),
6. Expositionen, die Symptome hervorrufen, müssen sehr niedrig sein, d. h. weit unterhalb der durchschnittlichen Expositionsmenge, von der bekannt ist, dass sie beim Menschen eine schädliche Wirkung hat
7. Kein allgemein akzeptierter labormedizinischer Test der Organfunktion kann die Symptome erklären [bis dato, 1987]

### Reviews
- S. Rossi, A. Pitidis: Multiple Chemical Sensitivity: Review of the State of the Art in Epidemiology, Diagnosis, and Future Perspectives. In: Journal of Occupational and Environmental Medicine. Band 60, Nummer 2, Februar 2018, S. 138–146, doi:10.1097/JOM.0000000000001215, PMID 29111991, PMC 5794238 (freier Volltext).
- G. M. Zucco, R. L. Doty: Multiple Chemical Sensitivity. In: Brain Sciences. Band 12, Nummer 1, Dezember 2021, S. 46, doi:10.3390/brainsci12010046, PMID 35053790, PMC 8773480 (freier Volltext) (Review).
- T. Katoh: [Multiple Chemical Sensitivity (MCS): History, Epidemiology and Mechanism]. In: Nihon eiseigaku zasshi. Japanese journal of hygiene. Band 73, Nummer 1, 2018, S. 1–8, doi:10.1265/jjh.73.1, PMID 29386440 (Review).
- L. Driesen, R. Patton, M. John: The impact of multiple chemical sensitivity on people's social and occupational functioning; a systematic review of qualitative research studies. In: Journal of Psychosomatic Research. Band 132, Mai 2020, S. 109964, doi:10.1016/j.jpsychores.2020.109964, PMID 32114179.
- A. Viziano, A. Micarelli, u. a.: Perspectives on multisensory perception disruption in idiopathic environmental intolerance: a systematic review. In: International Archives of Occupational and Environmental Health. Band 91, Nummer 8, November 2018, S. 923–935, doi:10.1007/s00420-018-1346-z, PMID 30088144.

### Historisch
- M. R. Cullen: The worker with multiple chemical sensitivities: an overview. In: Occupational medicine. Band 2, Nummer 4, 1987, S. 655–661, PMID 3313760.
- International Programme on Chemical Safety/World Health Organization (IPCS/WHO): Conclusions and recommendations of a workshop on multiple chemical sensitivities (MCS). In: Regulatory Toxicology and Pharmacology Band 24, 1996, S. 188–189.
- L. Bartha, W. Baumzweiger, u. a.: Multiple chemical sensitivity: a 1999 consensus. In: Archives of environmental health. Band 54, Nummer 3, 1999, S. 147–149, doi:10.1080/00039899909602251, PMID 10444033.